# Burgwindheim
Burgwindheim település Németországban, azon belül Bajorországban. Lakosainak száma 1266 fő (2023. december 31.).

## Népesség
A település népessége az elmúlt években az alábbi módon változott:
| Lakosok száma | 1375 | 1301 | 1308 | 1314 | 1264 | 1273 | 1292 | 1313 | 1299 | 1266 |
|               | 1970 | 1975 | 2011 | 2012 | 2014 | 2015 | 2017 | 2019 | 2022 | 2023 |